# هانشتتن
هانشتتن (به آلمانی: Hahnstätten) یک شهر در آلمان است که در Verbandsgemeinde Hahnstätten واقع شده‌است. هانشتتن ۲٬۸۹۶ نفر جمعیت دارد.